# 李時剛
李時剛（韓語：이시강，1987年5月1日—），本名郭容煥，韓國男演員。

## 演藝經歷
李時剛於1987年5月出生，直至就讀大學前為足球選手。雖然是足球選手中的希望之星，但是他最終因足球生涯變化不大而決定轉換跑道成為演員。2006年出道，在MBC的日日情境喜劇《不可阻擋的High Kick！》中擔任小角色，飾演金汎的朋友。2010年在日本以男子組合KINO成員身份出道，但後來因比起唱歌，對演戲的興趣更大而回國，結束歌手的生涯。2012年，他以出演Channel A的電視劇《K-POP最強生死戰》的主角角色成為演員，初時使用本名郭容煥（곽용환）進行演藝活動。其後，他參演《殺人的故事》、《Sheer Madness》、《屋塔房小貓》等大學路話劇（大學路有「韓國話劇聖地」之稱），在舞台劇場上持續演藝活動。
2017年，他透過參演《我的野蠻女友》首度在無綫電視台亮相。同年他參演晨間劇《姊姊們的逆襲》，飾演主角閔亨柱一角，並在晨間劇主要受眾中年女性群體之間獲得知名度，同時亦吸引來自日本的觀眾群。
2020年，他出演臺灣BL電視劇《2020因為愛你》在臺獲得知名度，同年9月，他出演KBS2日日劇《秘密的男人》的主要角色，再度於家庭劇劇場亮相。
2022年拍加油，我的人生時毆打徐明淑演員金姬貞有暴力傾向還飆罵三字經做不雅行為。
2023年，接替金鎮祐主演KBS2日日劇《優雅的帝國》，詮釋男主角張基倫。

## 演出作品

### 電視劇
- 2007年：MBC《不可阻擋的High Kick！》飾演 金範的朋友[4][5]
- 2012年：Channel A《K-POP最強生死戰》飾演 全志宇
- 2014年：OCN《Frost醫生》飾演 車刑警
- 2015年：KBS 2TV《結婚故事－鐵壁男女的超高速結婚》飾演 李東河
- 2017年：SBS《我的野蠻女友》飾演 尚秀
- 2017年：SBS《姊姊們的逆襲》飾演 閔亨柱
- 2020年：KKTV《2020因為愛你》飾演 元君澄
- 2020年：KBS 2TV《秘密的男人》飾演 車書俊
- 2022年：KBS 1TV《加油，我的人生》飾演 姜成旭
- 2023年：KBS 2TV《優雅的帝國》飾演 張基胤（第33集起）

### 電影
- 2016年：《Walking Street（朝鲜语：워킹스트리트）》飾演 朴泰基

### 舞台劇
- 《話劇：殺人故事》飾演 安樂死
- 《音樂劇：驚險的戀愛》飾演 具慶萬
- 《話劇：休厄馬德尼斯》飾演 吳俊秀
- 《話劇：屋塔房小貓》飾演 李慶民

## 獎項
- 2023年：KBS演技大獎 - 日日劇部門 男子優秀演技獎《優雅的帝國》

## 外部連結
- 李時剛的Instagram帳戶
- 李時剛的Facebook專頁
- 李時剛的YouTube頻道